# 5-HT 수용체

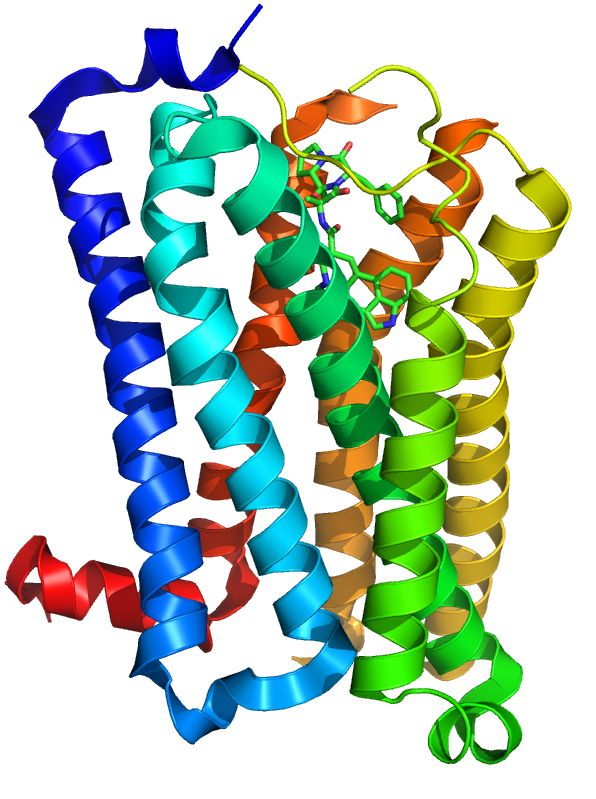
대사성 세로토닌 수용체의 예로서 5-HT _{1B} 수용체. 리본 표현 의 결정 구조

5-HT 수용체, 5-히드록시트립타민 수용체 또는 세로토닌 수용체는 중추 및 말초 신경계에서 발견되는 G 단백질 결합 수용체 및 리간드 개폐 이온 채널 그룹이다. 그들은 흥분성 및 억제성 신경전달 을 매개한다. 세로토닌 수용체는 신경전달물질 세로토닌에 의해 활성화되며, 이는 자연 리간드로 작용한다.
세로토닌 수용체는 글루타메이트, GABA, 도파민, 에피네프린 / 노르에피네프린, 아세틸콜린 을 비롯한 많은 신경전달물질과 옥시토신, 프로락틴, 바소프레신, 코티솔, 코르티코트로핀 및 물질 을 포함한 많은 호르몬의 방출을 조절한다. 세로토닌 수용체는 공격성, 불안, 식욕, 인지, 학습, 기억, 기분, 메스꺼움, 수면 및 체온 조절 과 같은 다양한 생물학적 및 신경학적 과정에 영향을 미친다. 그들은 많은 항우울제, 항정신병제, 식욕부진 제, 항구토제, 위촉진제, 항편두통제, 환각제 및 엔택토겐 을 포함한 다양한 제약 및 기분 전환 약물의 표적이다.

세로토닌 수용체는 거의 모든 동물에서 발견되며 원시 선충 인 Caenorhabditis elegans에서 수명과 행동 노화를 조절하는 것으로 알려져 있다.

## 분류
5-히드록시트립타민 수용체 또는 5-HT 수용체 또는 세로토닌 수용체는 중추 및 말초 신경계에서 발견된다. 그들은 흥분성 또는 억제성 반응을 생성하기 위해 세포 내 2차 메신저 캐스케이드를 활성화하는 리간드-개폐 이온 채널 인 5-HT 3 수용체 를 제외하고 G 단백질 결합 수용체의 7개 패밀리로 나눌 수 있다. 2014년에 새로운 5-HT 수용체가 작은 흰나비인 Pieris rapae에서 분리되었고 pr5-HT 8 로 명명되었다. 포유류에서는 발생하지 않으며 알려진 5-HT 수용체 부류와 비교적 낮은 유사성을 공유한다.

### Families
| Family | 유형                                    | 기전                          | 포텐셜 |
| 5-HT 1 | G i /G o - 단백질 결합.                 | cAMP의 세포 수준 감소.        | 억제   |
| 5-HT 2 | Gq / G11-단백질 결합.                   | IP 3 및 DAG의 세포 수준 증가. | 흥분   |
| 5-HT 3 | 리간드 게이트 Na + 및 K + 양이온 채널 . | 세포막 탈분극.                | 흥분   |
| 5-HT 4 | G s -단백질 결합.                       | cAMP의 세포 수준 증가.        | 흥분   |
| 5-HT 5 | G i /G o - 단백질 결합.                 | cAMP의 세포 수준 감소.        | 억제   |
| 5-HT 6 | G s -단백질 결합.                       | cAMP의 세포 수준 증가.        | 흥분   |
| 5-HT 7 | G s -단백질 결합.                       | cAMP의 세포 수준 증가.        | 흥분   |